# Кандаурови
Кандаурови — російський дворянський рід. Прізвище Кандауров походить до тюркського імені Хан-Даур.
Сходить до кінця XVI століття і внесений в VI частину родоводу книги Рязанської, Тамбовської і Тульської губерній. Замятня і Алекса Никифорович Кандаурови за «московське сидіння» 1619 були подаровані вотчинами. Є також чотири роди Кандаурови пізнішого походження.